# Огражден
Вижте пояснителната страница за други значения на Огражден.
Огра̀жден е планина в Югозападна България и Република Северна Македония, част от Осоговско-Беласишката планинска група.

## Етимология
Името Огра̀жден е засвидетелствано около 1332 година в грамота на Стефан Душан като Ограждень и през 1338 година в грамота на Стефан Урош III като Ограждено. Според академик Иван Дуриданов името е огражденъ от праславянското *agrdjenъ, минало страдателно причастие от старобългарското . Йордан Заимов предлага обяснение от прилагателно от ограда, разширено с -ен от -ьнъ. Според Дуриданов това е неприемливо, тъй като такова прилагателно не е засвидетелствано.

## Географска характеристика

### Географско положение, граници, големина
Планината е част от Осоговско-Беласишката планинска група. На север долината на река Лебница (десен приток на Струма) я отделя от Малешевска планина, а на югозапад, юг и югоизток склоновете ѝ стръмно се спускат към Струмишкото и Санданско-Петричкото поле. На запад долината на река Турия (ляв приток на Струмешница) я отделя от Драголевска планина. Главното ѝ било се простира от запад на изток на около 50 km, а ширината ѝ в средата достига до 17 km. От юг на север, през средата на планината, от гранична пирамида № 25 до гранична пирамида № 38 преминава държавната ни граница със Република Северна Македония, като планината почти по равно е поделена между двете държави.

### Релеф
Главното планинско било на Огражден е широко и плоско със средна надморска височина 1200 m. От него се отделят множество вторични ридове. Най-високата точка на планината е връх Огражденец, 1747,6 m (преименуван 1942 г., старо име Ченак тепе), разположен на територията на Република Северна Македония, на около 3 km западно от държавната ни граница. В българската част най-висок връх е Билска чука (1643,6 m), отстоящ на около 2 km северно от село Баскалци. На изток-югоизток от него се издига връх Маркови кладенци (1522,8 m), от който се открива панорамна гледка във всички посоки. Други по-известни върхове са: Голак (1639 m), Муратов връх (1398,1 m), Куковски чукар (1233,2 m).

### Геоложки строеж
Огражден е изграден от силно натрошени метаморфни скали – гнайси и различни типове шисти, които са лесно податливи на изветряне и ерозия. В южното ѝ подножие са образувани мощни делувиални отлагания с дебелина 10 – 20 m, а някъде и повече.

### Климат и води
Климатът на планината е преходносредиземноморски. Цялата планина попада във водосборния басейн на река Струма, като северните ѝ склонове се отводняват от малки и къси десни притоци на река Лебница (десен приток на Струма), източните – директно в река Струма, а южните и западните – от левите притоци на река Струмешница (десен приток на Струма).

### Почви, флора и фауна
В планината преобладават канелените горски почви, които са силно ерозирани поради неправилната експлоатация на смесените дъбови гори.
Голяма част от склоновете на Огражден са покрити със силно деградирал келяв дъб в резултат на сечта и пашата, който придава специфичния изглед на планината. В южните ѝ склонове се среща питомен кестен. Немалък дял заемат изкуствено създадените иглолистни гори. Около първенеца връх Огражденец е съхранена естествена гора от черен бор. Във високите ѝ части, особено по северните ѝ склонове частично са запазени букови гори. В района на село Кавракирово има изкуствени насаждения от корков дъб. От храстовата растителност се срещат леска, къпина, малина, шипка и други.
Проучване върху състава на дребните бозайници от 1970-те години установява 16 вида, по-редки сред които са скалната мишка (Apodemus mystacinus), малката кафявозъбка (Sorex minutus), белокоремната белозъбка (Crocidura suaveolens), горският сънливец (Driomys nitedula) и подземната полевка (Microtus subterraneus).

## Туризъм
Огражден е лесно достъпна планина. Основните изходни пунктове за изкачването на българската ѝ част са селата Кърналово, Първомай и Струмешница, от където започват асфалтови пътища към планината. По нейните склонове, особено южните са разположени множество малки села, в които е съхранена интересна стара архитектура. На 2 km североизточно от село Гега в живописна местност се намира манастира „Свети Георги“, известен като Чуриловски или Геговски манастир. Той е възстановен през 1858 година на мястото на разрушено от турците старо духовно средище. Планината предлага добри условия за пешеходен туризъм през цялата година, особено във високите ѝ части. Някои от основните туристически маршрути в българския участък са маркирани с лентова (лятна) маркировка. Североизточно от връх Маркови кладенци е разположена красивата местност Махмутица, в която е изградена почивна база. От 2018 година местен предприемач се заема с облагородяването на село Долене, създавайки атрактивен ландшафт. Селото е желана туристическа дестинация, привличайки все повече туристи.
В македонската част на планината по пътя от Струмица за Берово се намира урбанизираната курортна местност Суви лаки.

## Селища
В планината, по нейните склонове и подножия на територията на България и Република Северна Македония са разположени общо 49 села.
- В България – 35 села:
  - Община Петрич – 33 села: Баскалци, Богородица, Боровичене, Вишлене, Волно, Гега, Горчево, Гюргево, Долене, Долна Крушица, Долна Рибница, Драгуш, Дреновица, Дреново, Занога, Зойчене, Иваново, Кавракирово, Кладенци, Крънджилица, Кукурахцево, Кърналово, Мендово, Михнево, Право бърдо, Първомай, Рибник, Старчево, Струмешница, Тонско дабе, Чурилово, Чуричени и Яково
  - Община Сандански – 1 село: Лебница;
  - Община Струмяни – 1 село: Никудин.

- В Република Северна Македония – 14 села:
  - Община Берово – 1 село: Дворище;
  - Община Босилово – 2 села: Дървош и Иловица;
  - Община Василево – 3 села: Доброшинци, Нова махала и Чанаклия;
  - Ново село – 8 села: Бадилен, Байково, Барбарево Ново Конярево, Ново село, Самоилово, Стиник и Сушица.

## Транспорт
По южното подножие на планината, от село Първомай до ГКПП „Златарево“, на протежение от 15,2 км преминава участък от третокласен път № 198 от Държавната пътна мрежа Гоце Делчев (град) – Петрич – ГКПП „Златарево“.

## Други
На Огражден е наречена улица в София (Карта).
На името на планината е наименуван заливът Огражден на остров Ливингстън от архипелага Южни Шетландски острови, Антарктика.

## Топографска карта
- Лист от карта K-34-94. Мащаб: 1 : 100 000.
- Лист от карта K-34-95. Мащаб: 1 : 100 000.